# نبرد سیویرودونتسک
نبرد سیویرودونتسک (انگلیسی: Battle of Sievierodonetsk) یک درگیری نظامی در نبرد گسترده‌تر دونباس از تهاجم علیه شرق اوکراین در جریان حمله روسیه به اوکراین بود.
شهر سیویرودونتسک پیش از حمله، مرکز اداری استان لوهانسک اشغال نشده بود. تا ماه مه ۲۰۲۲، سیویِرودونِتسک و شهر همسایه‌اش، لیسیچانسک، تنها بخش‌های قابل توجه این استان بودند که تحت کنترل اوکراین باقی ماندند.
تا ۱۴ ژوئن ۲۰۲۲ نیروهای روسی کنترل بیشتر شهر را به دست گرفته و اکثر مسیرهای فرار را مسدود کرده بودند. در ۲۴ ژوئن ۲۰۲۲ به واحدهای اوکراینی دستور داده شد که از شهر عقب‌نشینی کنند و روز بعد، نیروهای جدایی‌طلب روسی و طرفدار روسیه، سیویِرودونِتسک را به‌طور کامل تصرف کردند. پیشروی روسیه به سمت لیسیچانسک ادامه یافت و شهر در اوایل ژوئیه سقوط کرد.
نبرد سیویِرودونِتسک با نبردهای شدید شهری همراه بود و به‌عنوان یکی از خونین‌ترین نبردهای این جنگ توصیف شده است. در خلال این نبرد، حدود ۹۰ درصد از ساختمان‌های شهر تخریب یا آسیب دیدند.